# El fantasma de Canterville (película de 1996)
El fantasma de Canterville (título original: The Ghost of Canterville) es un telefilme estadounidense de familia de 1996 dirigida por Syd Macartney y protagonizada por Patrick Stewart y Neve Campbell. Está basado en un cuento de Oscar Wilde del mismo nombre.
La obra ya ha sido llevada en pantalla en más de diez ocasiones, siendo la más célebre la que protagonizó Charles Laughton en 1944.

## Argumento
La clásica familia americana Otis tiene dos hijos y una hija. Se traslada a Inglaterra a vivir en un castillo aristocrático en el campo en Canterville teniendo que pagar solo un alquiler bajo para los próximos cuatro meses y teniendo además dos sirvientes, los Umney. El padre de esa familia, Hiram, lo ha querido así, porque quiere trabajar en una universidad allí. Lo que no saben es que la familia aristocrática no vive allí y el alquiler es bajo, porque es habitado por un fantasma que echó con sus acciones a la familia y ha creado una reputación que hace temer a los inquilinos a vivir en el lugar.
Con el tiempo los miembros de la familia ven ese fantasma y perderán toda su incredulidad sobre unos seres, en los que nunca habían creído. La hija de los Otis, Virginia, que ya es una adolescente, quiere saber más sobre el fantasma conocido como Simon de Canterville y descubre cosas que nadie antes de ella supo e incluso puede contactar con él. No sabe todavía, que sólo ella es capaz de salvar al fantasma de Canterville de vagar eternamente en el castillo.

## Reparto
- Patrick Stewart - Sir Simon de Canterville
- Neve Campbell - Virginia „Ginny“ Otis
- Joan Sims - Sra. Umney
- Donald Sinden - Sr. Umney
- Cherie Lunghi - Lucille Otis
- Edward Wiley - Hiram Otis
- Daniel Betts - Francis, Duque de Cheshire
- Ciarán Fitzgerald - Adam Otis
- Raymond Pickard - Washington Otis
- Leslie Phillips - George, Lord de Canterville